# Kilrenny (circonscription du Parlement d'Écosse)
Kilrenny dans le Fife était un Burgh royal qui a élu un Commissaire au Parlement d'Écosse et à la Convention des États.
Après les Actes d'Union de 1707, Kilrenny, Anstruther Easter, Anstruther Wester, Crail et Pittenweem ont formé le district de Anstruther Easter, envoyant un membre à la Chambre des communes de Grande-Bretagne. 

## Liste des commissaires de burgh
- 1669–72: capitaine Gideon Murray, marchand-bourgeois[1]
- 1672: Kilrenny a renoncé à ses droits de représentation mais a ensuite été autorisé à continuer
- 1689 convention, 1689–93: George Beaton (ou Bethune), commerçant (expulsé en 1693 pour absence) [2]
- 1693–1701: Alexander Stevenson  [2]
- 1702–07: James Bethune le jeune de Balfour [3]